# Animación de pantalla de agujas

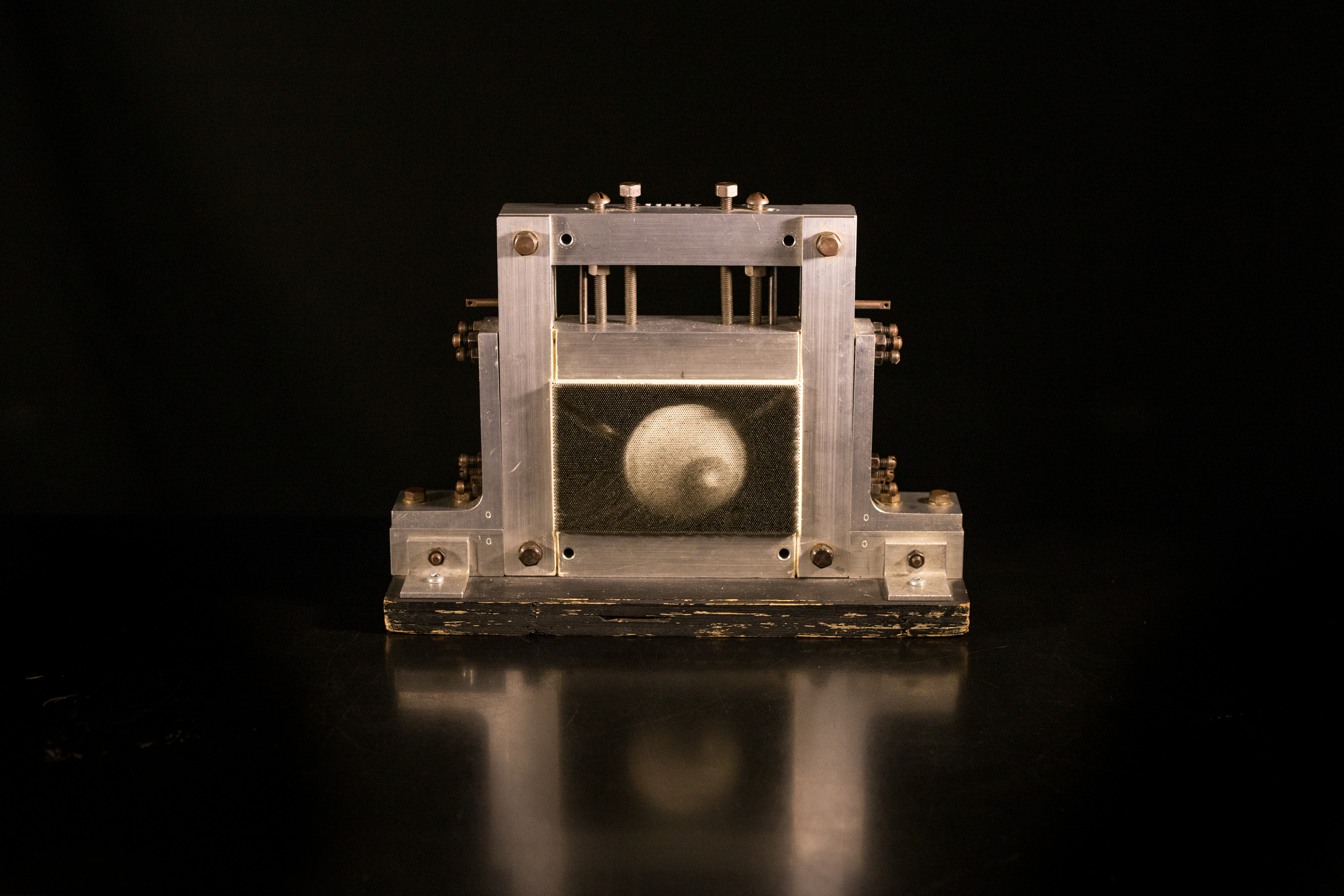
Pantalla de agujas utilizada para hacer películas animadas.Fotografía tomada en la Mediateca Guy-L.-Coté de la Cinémathèque québécoise.

La animación de pantalla de agujas es una técnica de animación en que se hace uso de una pantalla llena de agujas que pueden moverse hacia adentro o hacia afuera, presionándolas con un objeto. Estas agujas generan un relieve, el cual se ilumina desde los costados para generar una imagen en la pantalla, con su sombra. El resultado es una imagen que podría confundirse con un sombreado hecho a carboncillo. Con esta técnica se puede lograr una amplia gama de efectos de texturas muy difíciles de conseguir con la animación tradicional por celdas. La técnica fue desarrollada por Alexandre Alexeieff y su esposa  Claire Parker, quienes a menudo visitaban el National Film Board of Canada. Esta pareja realizó un total de seis cortometrajes con este tipo de animación , en un período de cincuenta años.
La pantalla original tenía 240.000 agujas, las que usualmente eran presionadas una por una con una pequeña herramienta o con otros instrumentos especialmente diseñados. Las agujas se unían firmemente a la pantalla, para que la imagen producida por éstas permanezca estable durante días o incluso semanas, dado que cada una era compuesta con tal sutileza. Hoy en día hay disponibles pantallas más pequeñas y baratas, que se venden en la web o en museos de ciencia.
Según Claire Parker, las imágenes creadas con la pantalla de agujas posibilitaban la realización de películas animadas que se escapaban del aspecto chato y "cómico" de la animación por celdas, dando lugar en cambio a efectos dramáticos y poéticos gracias a la explotación del chiaroscuro.
Un animador contemporáneo que utiliza esta técnica es Jacques Drouin, del National Film Board.
Se han hecho varios programas de computador que simulan el efecto de una pantalla de agujas tradicional.